# Hister incertus
Hister incertus är en skalbaggsart som beskrevs av Sylvain Auguste de Marseul 1854. Hister incertus ingår i släktet Hister och familjen stumpbaggar. Inga underarter finns listade i Catalogue of Life.